# Njuh
Njuh, vrsta osjeta koji nastaje kad mirisne čestice podražuju receptore njuha, tzv. Schultzeove stanice, kojih u čovjeka ima oko 600 000, a raspoređene su po mirisnoj regiji u sluznici gornje nosne školjke. Temeljni dijelovi nosa građeni su od koštanog i hrskavičnog tkiva. Oni čine korijen nosa i nosnu pregradu  septum, koja uzdužno dijeli nosnu šupljinu popola. Kosti lubanje iza nosa pune su šupljina koje se nazivaju paranazalni sinusi. Oni se otvaraju u nosnu šupljinu, te su poput nosnih puteva prekriveni sluznicom. Osjet njuha čovjeka, majmuna, ptica, gmazova i vodozemaca mnogo je slabiji od osjeta njuha ostalih sisavaca.
Sastoji se od organa za njuh, to su osjetilne stanice njuha smještene u sluznici u gornjem dijelu nosne šupljine. Ove stanice se podraže u prisutnosti raznih plinovitih kemijskih tvari koje se otapaju na sluznici. Živčani impulsi od osjetilnih stanica njuha odlaze njušnim živcem do centra u velikom mozgu gdje nastaju mirisi. 
Anosmija je odsutnost osjeta mirisa, odnosno gubitak njuha. Ona može biti privremena ili trajna. 